# Гудисон, Иэн
Иэн Де Соуза Гудисон (англ. Ian De Souza Goodison; родился 21 ноября 1972 года в Монтего-Бей, Ямайка) — ямайский футболист, защитник. Известен по выступлениям за «Транмир Роверс» и сборную Ямайки. Участник Чемпионата мира 1998 года. Рекордсмен по количеству сыгранных матчей за национальную сборную Ямайки.

## Клубная карьера
Гудисон начал карьеру в клубе «Олимпик Гарднерс». В 1999 году он перешёл в английский «Халл Сити», который выступал в третьем дивизионе чемпионата Англии. За эту команду уже выступал его партнер по сборной Теодор Уитмор. В сезоне 2000/2001 Иэн был признан лучшим футболистом «Сити» по итогам сезона. В 2002 году он вернулся на родину, где два сезона выступал за команду из своего родного города «Монтего-Бей Юнайтед».
В 2004 году Гудисон подписал контракт с командой «Транмир Роверс». За время выступлений в составе «Ровер»с он трижды признавался лучшим футболистом клуба по итогам сезона. В конце сезона 2011/2012 руководство команды предложило Иэну однолетний контракт и он стал первым футболистом в составе «Транмир Роверс», который выступал за клуб в возрасте 40 лет. Болельщики считают Гудисона лучшим защитником, который когда-либо выступал за из команду.
В мае 2013 года контракт с Иэном был продлён ещё на год. 13 октября матч против «Брэдфорд Сити» стал для Гудисона 400-м в составе «Транмир Роверс» во всех соревнованиях. В мае 2014 года контракт с командой закончился и Иэн стал свободным агентом.

## Международная карьера
В 1996 году в товарищеском матче против сборной Гватемалы Гудисон дебютировал за сборную Ямайки. В этой же встрече он забил свой первый гол за национальную команду.
В 1998 году он был включен в заявку сборной на участие в Золотом кубке КОНКАКАФ. На турнире он сыграл в матчах против команд Мексики, Сальвадора, Гватемалы и дважды Бразилии. В том же году Иэн принял участие в Чемпионате мира во Франции. На турнире он сыграл в поединках против Аргентины, Японии и Хорватии.
В 2000 году Гудисон во второй раз поехал с командой на Золотой кубок КОНКАКАФ. На турнире он сыграл в матчах против команд Колумбии и Гондураса. В 2009 и 2011 годах Иэн в третий и четвёртый раз принял участие в розыгрыше Золотого кубка КОНКАКАФ, но на этих турнирах не сыграл ни минуты.

### Голы за сборную Ямайки
| #   | Дата            | Место                              | Противник                        | Результат | Соревнование                     |
| --- | --------------- | ---------------------------------- | -------------------------------- | --------- | -------------------------------- |
| 01. | 3 марта 1996    | Индепенденс Парк, Кингстон, Ямайка | Гватемала                        | 2:0       | Товарищеский матч                |
| 02. | 17 ноября 1996  | Индепенденс Парк, Кингстон, Ямайка | Мексика                          | 1:0       | Чемпионат мира 1998 квалификация |
| 03. | 24 октября 1997 | Бонес Парк, Кастри, Сент-Люсия     | Сент-Люсия                       | 1:3       | Товарищеский матч                |
| 04. | 22 февраля 1998 | Индепенденс Парк, Кингстон, Ямайка | Нигерия                          | 2:2       | Товарищеский матч                |
| 05. | 22 июля 1998    | Индепенденс Парк, Кингстон, Ямайка | Каймановы острова                | 4:0       | Карибский кубок 1998             |
| 06. | 24 июля 1998    | Индепенденс Парк, Кингстон, Ямайка | Нидерландские Антильские острова | 3:2       | Карибский кубок 1998             |
| 07. | 26 июля 1998    | Индепенденс Парк, Кингстон, Ямайка | Гаити                            | 2:1       | Карибский кубок 1998             |
| 08. | 29 августа 2002 | Викаридж Роуд, Уотфорд, Англия     | Индия                            | 3:0       | Товарищеский матч                |
| 09. | 18 августа 2004 | Индепенденс Парк, Кингстон, Ямайка | США                              | 1:1       | Чемпионат мира 2006 квалификация |
| 10. | 15 июня 2008    | Индепенденс Парк, Кингстон, Ямайка | Багамы                           | 7:0       | Чемпионат мира 2010 квалификация |